# Медаль «За отличие в ликвидации последствий чрезвычайной ситуации»
Меда́ль «За отли́чие в ликвида́ции после́дствий чрезвыча́йной ситуа́ции» — ведомственная медаль МЧС России, учреждённая приказом Министра по чрезвычайным ситуациям Российской Федерации № 552 от 18 июля 2005 года. В системе ведомственных наград МЧС России занимает вторую позицию, располагается после знака отличия — Крест «За доблесть».

## Правила награждения
Согласно действующему Положению, медалью «За отличие в ликвидации последствий чрезвычайной ситуации» награждаются военнослужащие войск гражданской обороны, военнослужащие и сотрудники Государственной противопожарной службы, работники системы РСЧС России за:
- отличие, отвагу и самоотверженность, проявленные при выполнении задач по ликвидации последствий чрезвычайной ситуации в условиях, сопряжённых с риском для жизни;
- умелые, инициативные и решительные действия, способствовавшие успешному выполнению мероприятий по ликвидации последствий чрезвычайной ситуации;
- успешное руководство действиями подчинённых при выполнении задач по ликвидации последствий чрезвычайной ситуации.

## Описание медали
Медаль МЧС России «За отличие в ликвидации последствий чрезвычайной ситуации» представляет собой круг серебристого цвета диаметром 32 мм с выпуклым бортиком с обеих сторон.
На лицевой стороне — изображение фигурного креста, в центре которого расположена малая эмблема МЧС России («Звезда надежды»). Вдоль круга в один ряд нанесена надпись буквами «ЗА ОТЛИЧИЕ В ЛИКВИДАЦИИ ПОСЛЕДСТВИЙ ЧРЕЗВЫЧАЙНОЙ СИТУАЦИИ».
На оборотной стороне — в два ряда нанесена надпись «МЧС РОССИИ». Под надписью перекрещенные лавровые ветви.
Все изображения и надписи выполнены рельефно.
Медаль при помощи ушка и кольца соединяется с пятиугольной колодкой, обтянутой шелковой муаровой лентой. Лента оранжевого цвета шириной 24 мм. В центре ленты — голубая полоса шириной 8 мм. Колодка с медалью при помощи булавки крепится к одежде.

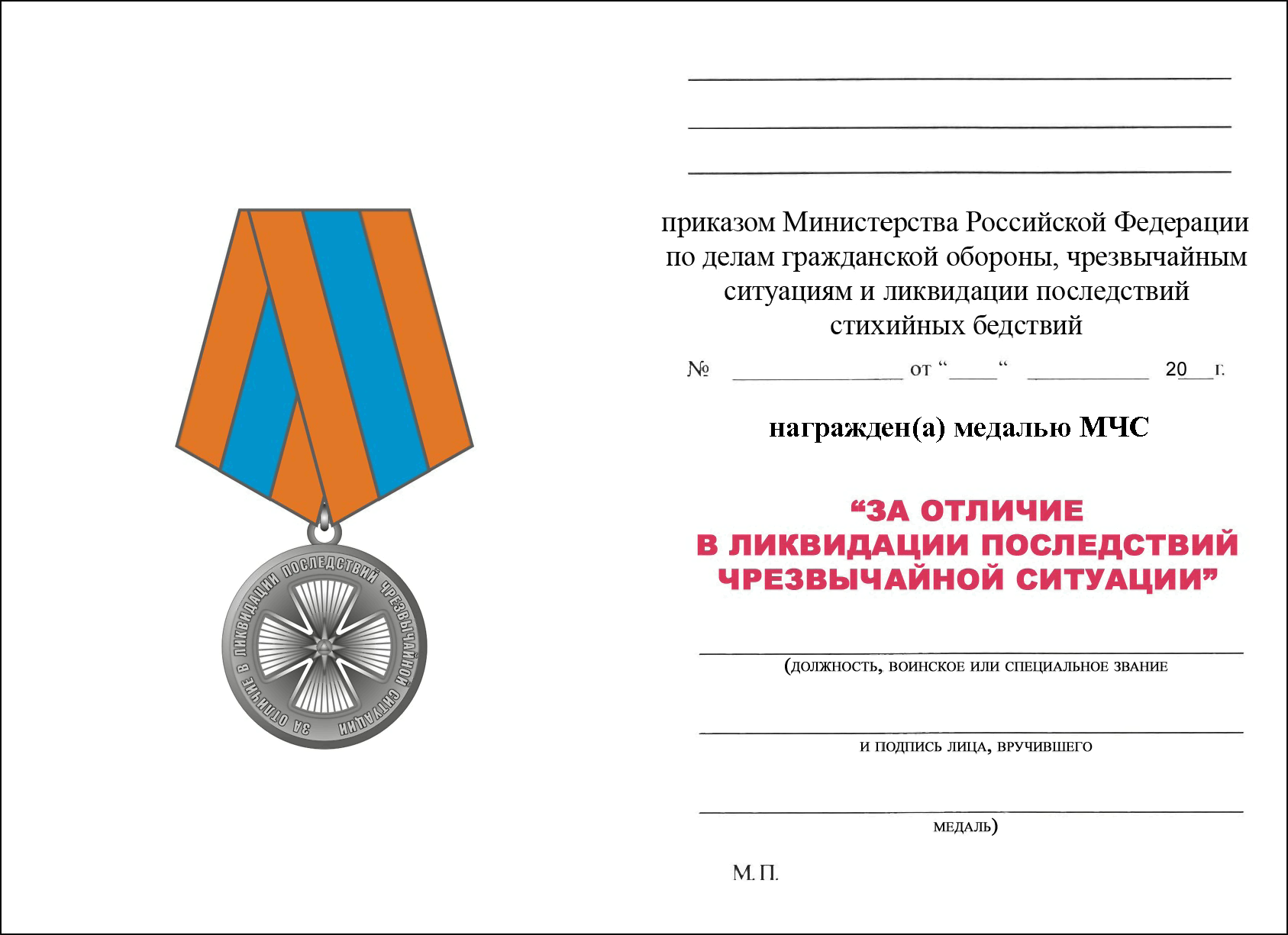
Форма удостоверения к медали

## Дополнительные поощрения награждённым
Согласно Федеральному закону РФ «О ветеранах» и принятым в его развитие подзаконным актам награждение медалью «За отличие в ликвидации последствий чрезвычайной ситуации», не даёт право присвоения награждённому звания «ветеран труда».

## Заимствования использованные в оформлении медали
- Лента медали «За отличие в ликвидации последствий чрезвычайной ситуации» в точности повторяет ленту советской медали «За взятие Будапешта». Автор ленты — художник А. И. Кузнецов (1945 год).